# Visconde de Alcácer do Sal
Visconde de Alcácer do Sal é um título nobiliárquico criado por D. Luís I de Portugal, por Decreto de 31 de Maio de 1871 e Carta de 2 de Junho de 1871, em favor de António Caetano de Figueiredo.
Titulares
1. António Caetano de Figueiredo, 1.º Visconde de Alcácer do Sal.